# دبلن
دبلن (بالأيرلندية: Baile Átha Cliath وتُلفظ: [ˈbˠalʲə aːhə ˈclʲiə; ˌbʲlʲaː ˈclʲiə]) عاصمة جمهورية أيرلندا وهي المدينة الأكثر اكتظاظاً بالسكان فيها. وتقع دبلن قرب نقطة المنتصف للساحل الشرقي الأيرلندي، عند مصب نهر ليفي. اشتق اسم المدينة الإنجليزي من الاسم الأيرلندي Dubhlinn والذي يعني «البحيرة السوداء».
تأسست المدينة في الأصل كمستوطنة للفايكنغ، ثم تطورت لتصبح «مملكة دبلن». أصبحت المدينة الرئيسية في الجزيرة في أعقاب غزو النورمان لأيرلندا. توسعت المدينة بشكل سريع منذ القرن السابع عشر. وكانت لفترة وجيزة ثاني أكبر مدينة في الإمبراطورية البريطانية، وخامس أكبر مدينة في أوروبا. دخلت دبلن فترة من الركود بعد قانون الاتحاد عام 1800، لكنها بقيت مع ذلك المركز الاقتصادي الأول لجزيرة أيرلندا. بعد تقسيم أيرلندا عام 1922، أصبحت دبلن عاصمة جمهورية أيرلندا الحرة، والتي سُمّيت فيما بعد جمهورية أيرلندا.
تُدار مدينة دبلن بشكل منفصل عن إدارة المقاطعة التي تتبع لها وذلك بواسطة مجلس مدينة خاص بها، على غرار مدن أيرلندا الأخرى مثل كورك وليمريك وغالواي و ووترفورد. صُنّفت المدينة من قبل «شبكة أبحاث المدن العالمية والعولمة GaWC» كمدينة عالمية بترتيب ألفا، ما وضعها ضمن قائمة المدن 30 الأولى في العالم.
تعتبر دبلن مركزاً تاريخياً وحضارياً وثقافياً في إيرلندا، وهي مركز التعليم الحديث الفنون والإدارة والاقتصاد والصناعة في البلاد.

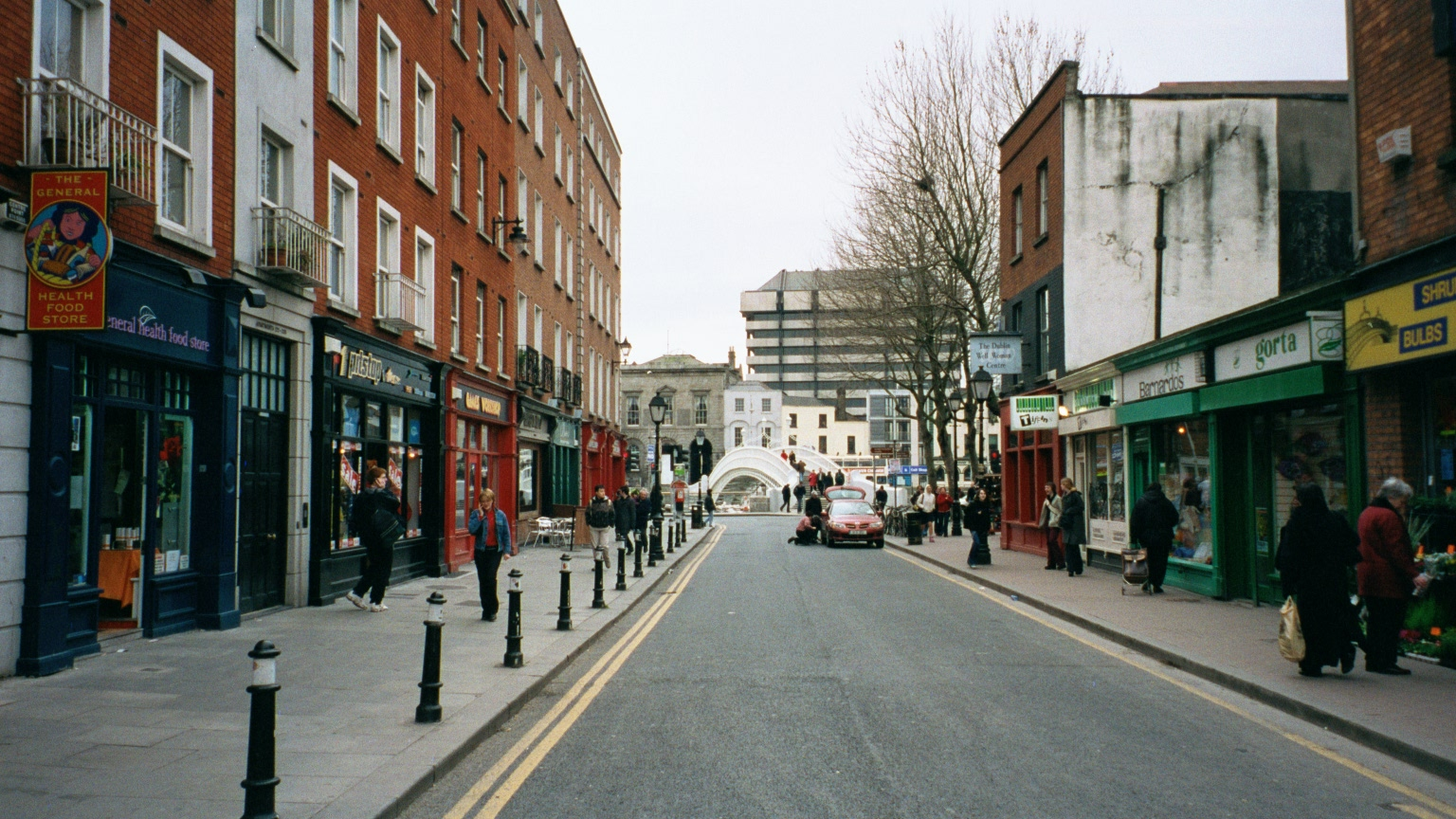
منظر للعاصمة

## أصل التسمية
يأتي اسم دبلن من الكلمة الأيرلندية الوسطى التي تعني (حرفيًا «البركة السوداء»)، دَبْ يعني «أسود، داكن» ولِنْ بمعنى «بركة». تطورت هذه الصيغة إلى الشكل الأيرلندي الحديث. إذ يشير الاسم إلى حوض المد والجزر المظلم في موقع حدائق القلعة في الجزء الخلفي من قلعة دبلن، حيث يدخل نهر بودل ضمن نهر ليفي.
تاريخيًا، استخدم الكتبة الذين يكتبون بالخط الجزيري حرف b مع نقطة فوقه لتمثيل bh الحديث، ما أدى إلى Du(i)ḃlinn. أما أولئك ممن ليس لديهم معرفة باللغة الأيرلندية فقد حذفوا النقطة وأصبحت تهجئة الاسم Dublin. احتُفظ بالنطق الأيرلندي الأوسط في أسماء المدينة بلغات أخرى مثل اللغة الإنجليزية القديمة والنوردية القديمة والآيسلندية الحديثة واللغة المنكية الحديثة وكذلك الويلزية والبريتانية. تحمل مناطق أخرى في أيرلندا أيضًا اسم Duibhlinn الذي يُنطق بأشكالٍ مختلفة، عُثر كذلك على اختلافات في الاسم ضمن مناطق ناطقة باللغة الغيلية تقليديًا وتتبع لاسكتلندا.
يُعتقد اليوم أن مستوطنة كنسيّة مسيحية تُعرف باسم دبلن سبقت مستوطنة الفايكنغ، ومنها أُخذ الاسم. منذ القرنين التاسع والعاشر، وُجدت مستوطنتان حيث تقع المدينة الحديثة اليوم، هما مستوطنة الفايكنغ نحو عام 841، ومستوطنة الغيليين («معبرُ العقبات») أعلى النهر، عند جسر الأب ماثيو الحالي (المعروف أيضًا باسم جسر دبلن)، أسفل شارع الكنيسة.
Baile Átha Cliath، ويعني «بلدة معبر (مخاضة) العقبات»، هو الاسم الشائع للمدينة في اللغة الأيرلندية الحديثة، إذ إنّ Áth Cliath هو اسم مكان يشير إلى نقطة عبور نهر ليفي بالقرب من جسر الأب ماثيو. كان Baile Átha Cliath ديرًا مسيحيًا قديمًا، ويُعتقد أنه وُجد في منطقة شارع Aungier الذي تشغله حاليًا كنيسة شارع الراهب الأبيض الكرملية. ثمة مدن أخرى تحمل نفس الاسم، مثل Àth Cliath في شرق آيرشاير، اسكتلندا، والتي تنطق بالإنجليزية هيرلفورد.

## التاريخ
على الرغم من أن منطقة خليج دبلن قد سُكنت منذ عصور ما قبل التاريخ، إلا أن كتابات كلاوديوس بطليموس تشير إلى أن أول استيطان بشري في المنطقة يعود إلى عام 140 ميلادي، وقد سمى المستوطنة «إبلانا». تمركزت المستوطنات الإسكندنافية المتعاقبة على نهر بوديل، وهو أحد فروع نهر ليفي. كان نهر بوديل يربط بين بحيرة دبلن (البحيرة السوداء) ونهر ليفي. تقع البحيرة الآن مقابل مكتبة تشستر بيتي في قلعة دبلن.

### في العصور الوسطى
تأسست دبلن كمستعمرة للفايكنج في القرن التاسع، على الرغم الثورات العديدة التي قام بها الأيرلنديون الأصليون، إلا أنها بقيت تحت سيطرة الفايكنج حتى غزو النورمان لأيرلندا عام 1169.
استعان ملك لاينستر «ديارميت ماك مُرتشادا» بإيرل بمبروك لإخضاع دبلن. بعد موت الملك، أعلن سترونغبو نفسه ملكاً على لاينستر بعد أن سيطر على المدينة. بعد هذه الأحداث، أكد الملك هنري الثاني ملك إنجلترا سيادته بشن هجوم كبير عام 1171 وأعلن نفسه ملكاً على إيرلندا. في ذلك الوقت، تأسست مقاطعة مدينة دبلن مع مدن أخرى قريبة. وقد استمر هذا النمو حتى عام 1840 حينما تم فصل بارونية المدينة عن بارونية دبلن. ومنذ عام 2001، أعيد تعيين البارونية باسم بارونية دبلن.

### في العصور الحديثة

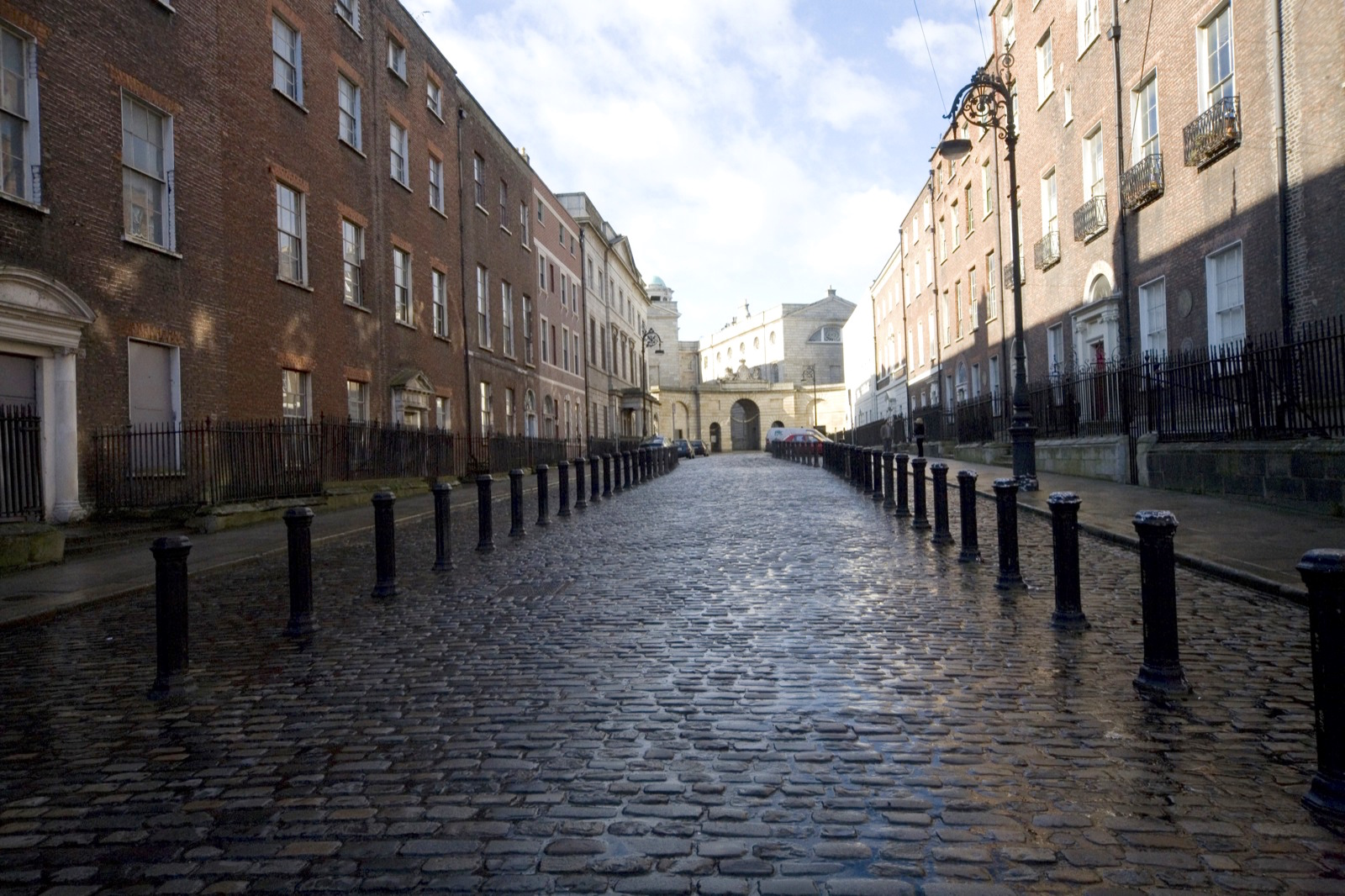
شارع هنرييتا، تأسس في عقد 1720 وهو أول شارع على الطراز الجورجي في دبلن

حيث أن المدينة واصلت الازدهار في القرن الثامن عشر، أصبحت دبلن ولفترة قصيرة ثاني أكبر مدينة في الإمبراطورية البريطانية، وخامس أكبر مدينة أوروبية، حيث تجاوز عدد سكانها 130000 نسمة. وتعود معظم المعالم الشهيرة في المدينة إلى تلك الفترة كالمحاكم الأربعة وبيت الجمارك وشارع غرافتون. نتيجة التطور الهائل الذي طرأ على المدينة في القرن الثامن عشر، ظهرت معالم ومبانٍ شهيرة عديدة كساحة مريون ومبنى البرلمان الأيرلندي وقاعة المدينة.
شهدت دبلن وعموم أيرلندا فترة تراجع في الاقتصاد والسياسة في القرن التاسع عشر، بعد قانون الاتحاد عام 1800، إذ نقل بموجبه مبنى البرلمان إلى «برلمان ويستمنستر» في لندن. لم تلعب المدينة أي دور هام في الثورة الصناعية، لكنها بقيت مركز الاقتصاد ونقطة النقل في الجزيرة. لم يكن في أيرلندا مصادر كبيرة من الفحم والوقود في ذلك الوقت، كما لم تكن دبلن مركزاً لصناعة السفن، المحرك الاقتصادي الرئيسي في التنمية الصناعية في بريطانيا وأيرلندا. تطورت بلفاست بصورة أسرع من دبلن خلال تلك الفترة بفضل التجارة الدولية ومصانع إنتاج الأقمشة وبناء السفن.

## المناخ
| البيانات المناخية لـمطار دبلن 1961-1990 | البيانات المناخية لـمطار دبلن 1961-1990 | البيانات المناخية لـمطار دبلن 1961-1990 | البيانات المناخية لـمطار دبلن 1961-1990 | البيانات المناخية لـمطار دبلن 1961-1990 | البيانات المناخية لـمطار دبلن 1961-1990 | البيانات المناخية لـمطار دبلن 1961-1990 | البيانات المناخية لـمطار دبلن 1961-1990 | البيانات المناخية لـمطار دبلن 1961-1990 | البيانات المناخية لـمطار دبلن 1961-1990 | البيانات المناخية لـمطار دبلن 1961-1990 | البيانات المناخية لـمطار دبلن 1961-1990 | البيانات المناخية لـمطار دبلن 1961-1990 | البيانات المناخية لـمطار دبلن 1961-1990 |
| الشهر                                   | يناير                                   | فبراير                                  | مارس                                    | أبريل                                   | مايو                                    | يونيو                                   | يوليو                                   | أغسطس                                   | سبتمبر                                  | أكتوبر                                  | نوفمبر                                  | ديسمبر                                  | المعدل السنوي                           |
| --------------------------------------- | --------------------------------------- | --------------------------------------- | --------------------------------------- | --------------------------------------- | --------------------------------------- | --------------------------------------- | --------------------------------------- | --------------------------------------- | --------------------------------------- | --------------------------------------- | --------------------------------------- | --------------------------------------- | --------------------------------------- |
| الدرجة القصوى °م (°ف)                   | 16.6 (61.9)                             | 15.3 (59.5)                             | 21.3 (70.3)                             | 20.5 (68.9)                             | 23.4 (74.1)                             | 25.1 (77.2)                             | 27.6 (81.7)                             | 28.7 (83.7)                             | 23.9 (75.0)                             | 21.2 (70.2)                             | 18.0 (64.4)                             | 16.2 (61.2)                             | 28.7 (83.7)                             |
| متوسط درجة الحرارة الكبرى °م (°ف)       | 7.6 (45.7)                              | 7.5 (45.5)                              | 9.5 (49.1)                              | 11.4 (52.5)                             | 14.2 (57.6)                             | 17.2 (63.0)                             | 18.9 (66.0)                             | 18.6 (65.5)                             | 16.6 (61.9)                             | 13.7 (56.7)                             | 9.8 (49.6)                              | 8.4 (47.1)                              | 12.8 (55.0)                             |
| المتوسط اليومي °م (°ف)                  | 5.0 (41.0)                              | 5.0 (41.0)                              | 6.3 (43.3)                              | 7.9 (46.2)                              | 10.5 (50.9)                             | 13.4 (56.1)                             | 15.1 (59.2)                             | 14.9 (58.8)                             | 13.1 (55.6)                             | 10.6 (51.1)                             | 7.0 (44.6)                              | 5.9 (42.6)                              | 9.6 (49.2)                              |
| متوسط درجة الحرارة الصغرى °م (°ف)       | 2.5 (36.5)                              | 2.5 (36.5)                              | 3.1 (37.6)                              | 4.4 (39.9)                              | 6.8 (44.2)                              | 9.6 (49.3)                              | 11.4 (52.5)                             | 11.1 (52.0)                             | 9.6 (49.3)                              | 7.6 (45.7)                              | 4.2 (39.6)                              | 3.4 (38.1)                              | 6.4 (43.4)                              |
| أدنى درجة حرارة °م (°ف)                 | −9.4 (15.1)                             | −6.2 (20.8)                             | −6.7 (19.9)                             | −3.7 (25.3)                             | −1.0 (30.2)                             | 1.5 (34.7)                              | 4.8 (40.6)                              | 4.1 (39.4)                              | 1.7 (35.1)                              | −0.6 (30.9)                             | −3.4 (25.9)                             | −10.1 (13.8)                            | −10.1 (13.8)                            |
| الهطول مم (إنش)                         | 69.4 (2.73)                             | 50.4 (1.98)                             | 53.8 (2.12)                             | 50.7 (2.00)                             | 55.1 (2.17)                             | 56.0 (2.20)                             | 49.9 (1.96)                             | 70.5 (2.78)                             | 66.7 (2.63)                             | 69.7 (2.74)                             | 64.7 (2.55)                             | 75.6 (2.98)                             | 732.5 (28.84)                           |
| متوسط أيام هطول الأمطار                 | 18                                      | 14                                      | 16                                      | 14                                      | 16                                      | 14                                      | 13                                      | 15                                      | 15                                      | 16                                      | 16                                      | 18                                      | 185                                     |
| متوسط الرطوبة النسبية (%)               | 86                                      | 84                                      | 82                                      | 79                                      | 76                                      | 76                                      | 78                                      | 81                                      | 82                                      | 85                                      | 86                                      | 86                                      | 82                                      |
| ساعات سطوع الشمس الشهرية                | 56                                      | 71                                      | 112                                     | 156                                     | 183                                     | 180                                     | 167                                     | 158                                     | 129                                     | 96                                      | 72                                      | 53                                      | 1٬433                                   |
| المصدر: Met Éireann                     |                                         |                                         |                                         |                                         |                                         |                                         |                                         |                                         |                                         |                                         |                                         |                                         |                                         |

## الثقافة

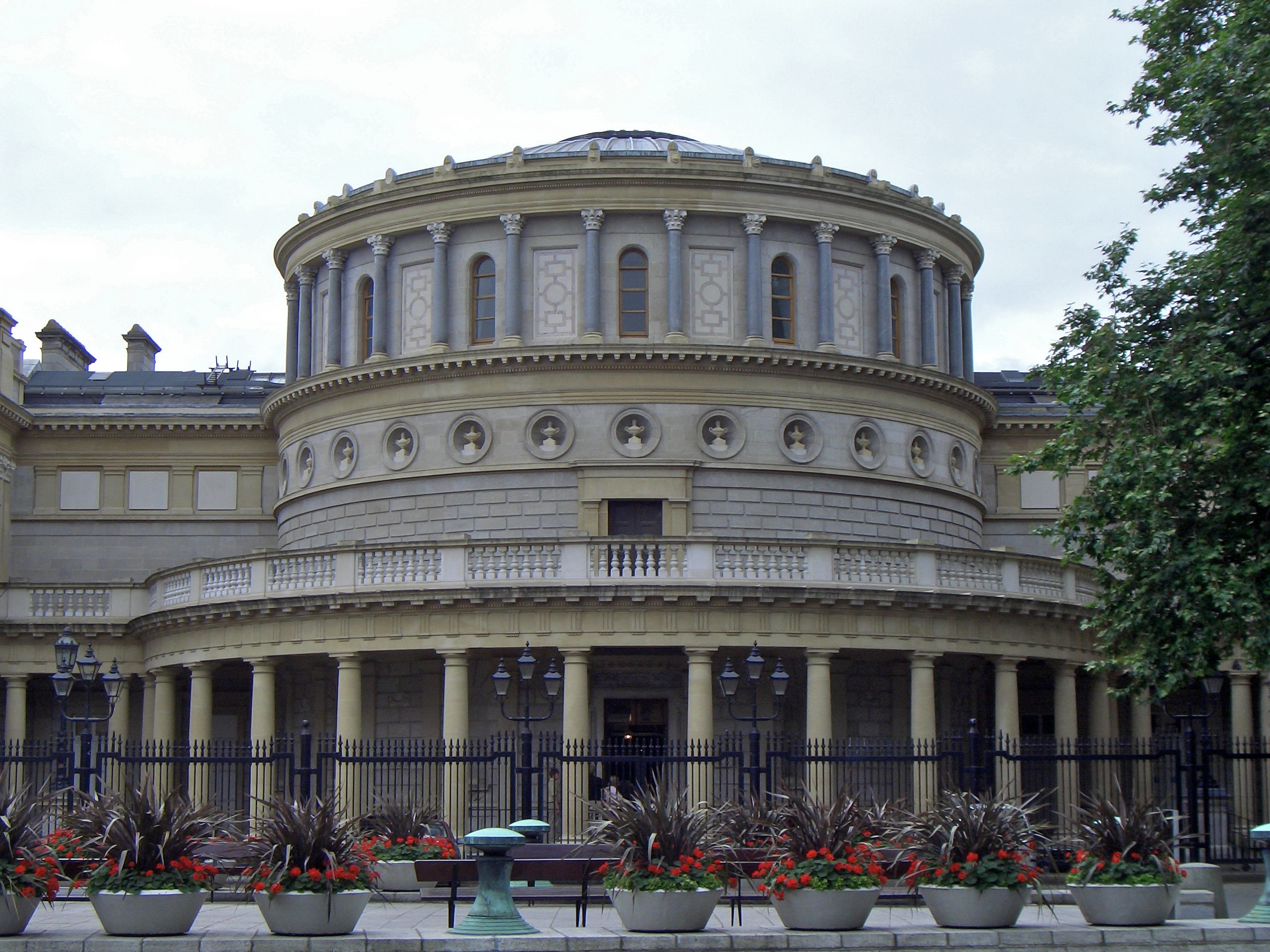
المتحف الوطني الأيرلندي

### الآداب والفنون
لدابلن تاريخ أدبي حافل وعريق فقد أفرزت العديد من الشخصيات المؤثرة في مجال الأدب وأبرزهم ويليام بتلر ييتس وجورج برنارد شو وصمويل بيكيت الحائزين على جائزة نوبل. ومن المؤلفين والكتّاب المسرحيين الآخرين المؤثرين هنالك أوسكار وايلد وجوناثان سويفت ومؤلف رواية «دراكولا» برام ستوكر. كما كانت المدينة الموقع الذي دارت فيه أحداث أعمال عدة هامة للكاتب الشهير جيمس جويس ومنها «عوليس»، التي تقع أحداثها في دبلن وتتضمن تفاصيل موضوعية كثيرة. بالإضافة إلى مجموعة «ناس من دبلن» القصصية التي كتبها جويس حول حوادث وشخصيات نمطية دبلنيَّة خلال مطلع القرن العشرين. ومن الكتّاب العالميين الآخرين التي اشتهرت بهم المدينة هناك جون ميلينغتون سينغ وسيان أوكيسي وبرندان بيهان ومافي بينتشي وجون بانفيل ورودي دويل وغيرهم الكثيرين. توجد أكبر المكتبات والمتاحف الأدبية على مستوى أيرلندا في دبلن ومن ضمنها مكتبة أيرلندا الوطنية ومتحف الطباعة الوطني. منحت اليونسكو مدينة دبلن لقب «مدينة الأدب» في يوليو عام 2010 لتنضم إلى كل من مدن إدنبرة وميلبورن وآيوا سيتي في حصولها على اللقب بصورة دائمة.

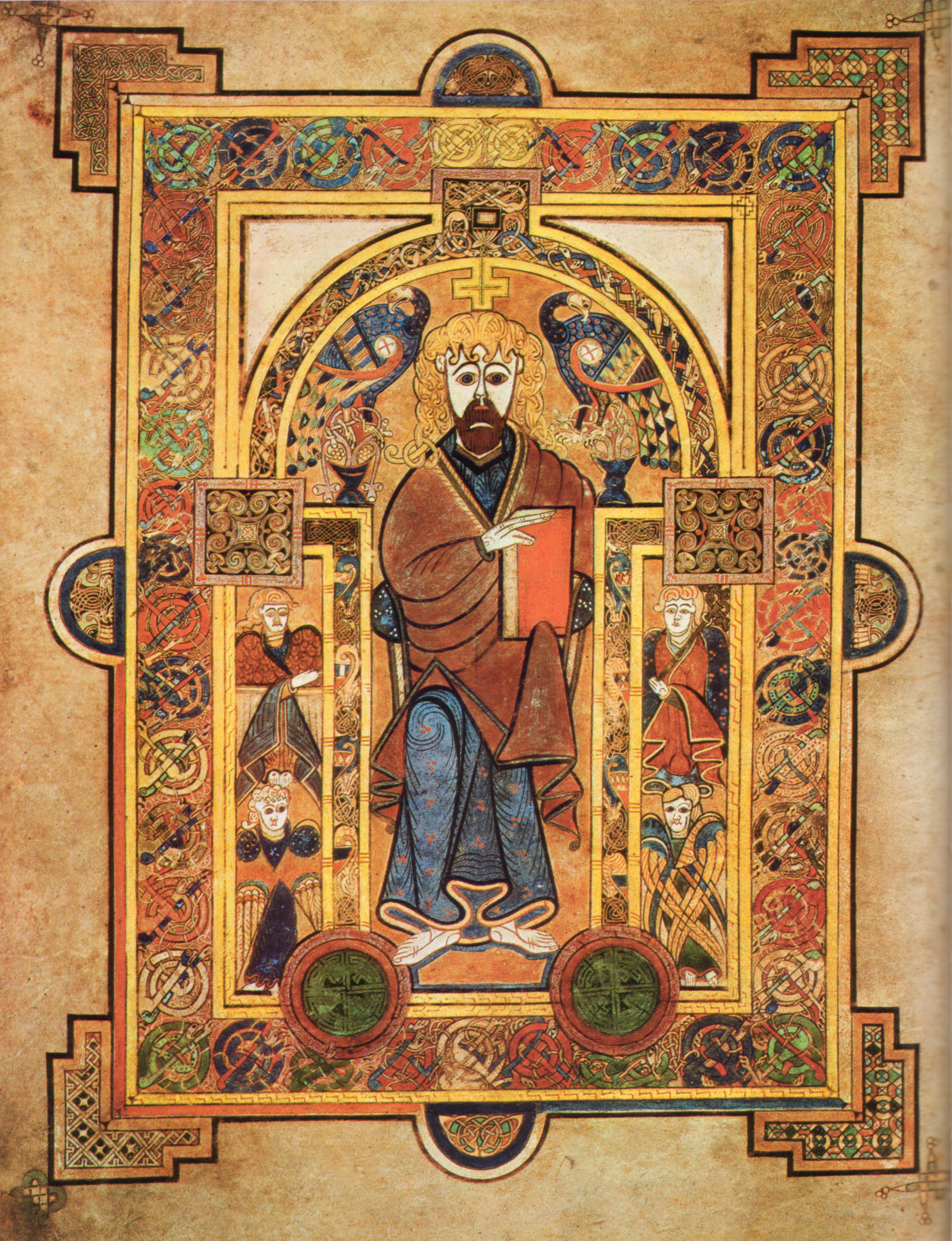
مخطوطة كتاب كيلز

توجد مسارح عدة ضمن مركز المدينة وأفرزت المدينة العديد من الممثلين المعروفين من الحياة المسرحية الدبلنيَّة ومنهم مايكل غامبون وبرندان غليسون وستيفن ريا وكولين فاريل وكولم مياني وغابريل بيرن. ومن أشهر مسارح دبلن هناك مسرح غيتي ومسرح آبي ومسرح أولمبيا ومسرح غيت. يتخصص مسرح غيتي بتقديم الأعمال الموسيقية والأوبرالية كما يفتح أبوابه بعد انتهاء أمسيات العروض لاستضافة مجموعة متنوعة من الأفلام والعروض الموسيقية والراقصة الحيَّة. يرجع تاريخ تأسيس مسرح آبي إلى عام 1904 على يد مجموعة كان من بينها الشاعر ويليام بتلر ييتس بهدف تشجيع المواهب الأدبية الأصيلة. وبالفعل فقد شهد المسرح تحقيق نجاحات لمجموعة من أشهر كتّاب المدينة مثل جون ميلينغتون سينغ وويليام بتلر ييتس نفسه وجورج برنارد شو. أمَّا مسرح غيت فقد افتتح عام 1928 بهدف تشجيع الأعمال الفنية الأوروبية والأمريكية الطليعية.
وبالإضافة إلى الدور الحيوي والفاعل التي اضطلعت وما زالت تضطلع فيه دبلن من الناحيتين الأدبية والمسرحية، فقد كانت المدينة أيضاً بؤرة معظم الحياة والحراك الفني في أيرلندا. تعد مخطوطة «كتاب كيلز» المشهورة عالمياً والعائدة لسنة 800م والتي كتبها رهبان كلتيون مثالاً على الفن الجزيري، وهي معروضة الآن في كلية الثالوث. تحوي مكتبة تشستر بيتي مجموعة من المخطوطات ولوحات المنمنمات والمطبوعات والرسومات والكتب النادرة والزخفيات التي جمَّعها مليونير المناجم الأمريكي والمواطن الأيرلندي الفخري ألفرد تشستر بيتي (1875–1968). يرجع تاريخ أقدم قطع المجموعة إلى سنة 2700 ق.م وهي مأخوذة من مناطق عدة من حول العالم في آسيا والشرق الأوسط وشمال أفريقيا وأوروبا.
كما توجد العديد من المتاحف الفنية التي تفتح أبوابها للعموم في المدينة وأبرزها المتحف الأيرلندي للفن الحديث ومعرض أيرلندا الوطني ومعرض هيو لين ومعرض دوغلاس هايد ومركز مشروع الفنون والأكاديمية الملكية الهيبيرنية. أمَّا من أبرز المعارض الفنية الخاصة فهنالك معرض غرين أون ريد ومعرض كرلين ومعرض كيفن كافنه وغيرها العديد.

### الرياضة
تقع معظم مقرات الاتحادات الرياضية الأيرلندية في دبلن. أما الألعاب الرياضية الأكثر شعبيةً في دبلن فهي لعبة كرة القدم والرغبي.
وقد اختيرت دبلن العاصمة الأوربية للرياضة عام 2010.

### التسوق
دبلن بقعة تسوق شعبية لكلاً من الناس والسياح الإيرلنديين. مركز مدينة دبلن له عدة مناطق تسوق، من ضمن ذلك شارع جرافتون، شارع هنري، مركز تسوق ستيفن الأخضر، مركز تسوق جيرفيس، ومركز تسوق لاس المجدد حديثاً. على شارع جرافتون تتضمن الدكاكين الأكثر شهرة بروان وتوماس والدكان أخته BT2.
يحتوي بروان توماس «مخازن صغيرة» مثل تشانل (Chanel)، هيرمز (Hermes)، ولويس فويتن على واجهة شارع ويكلو.

## التعليم

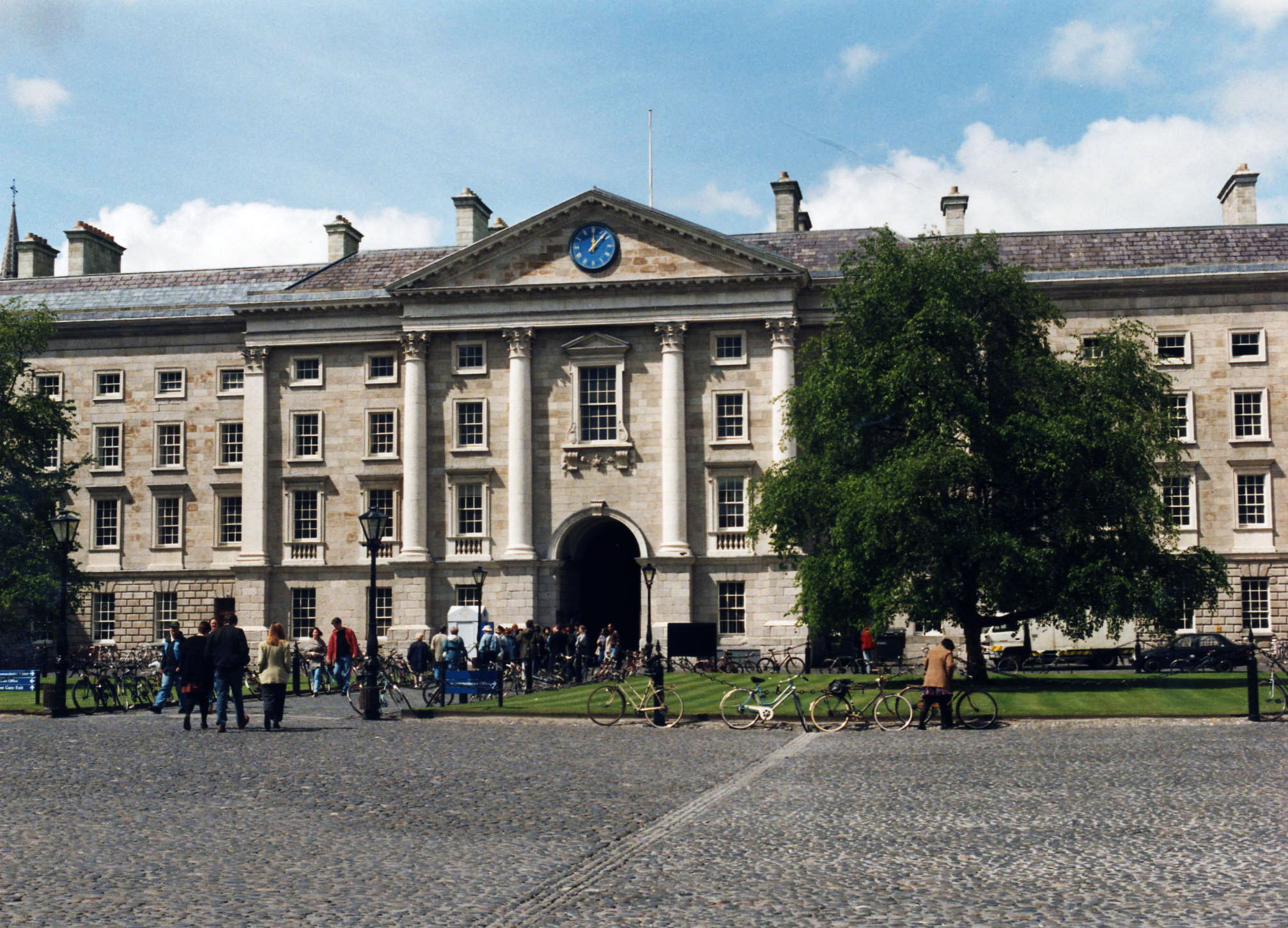
كلية الثالوث

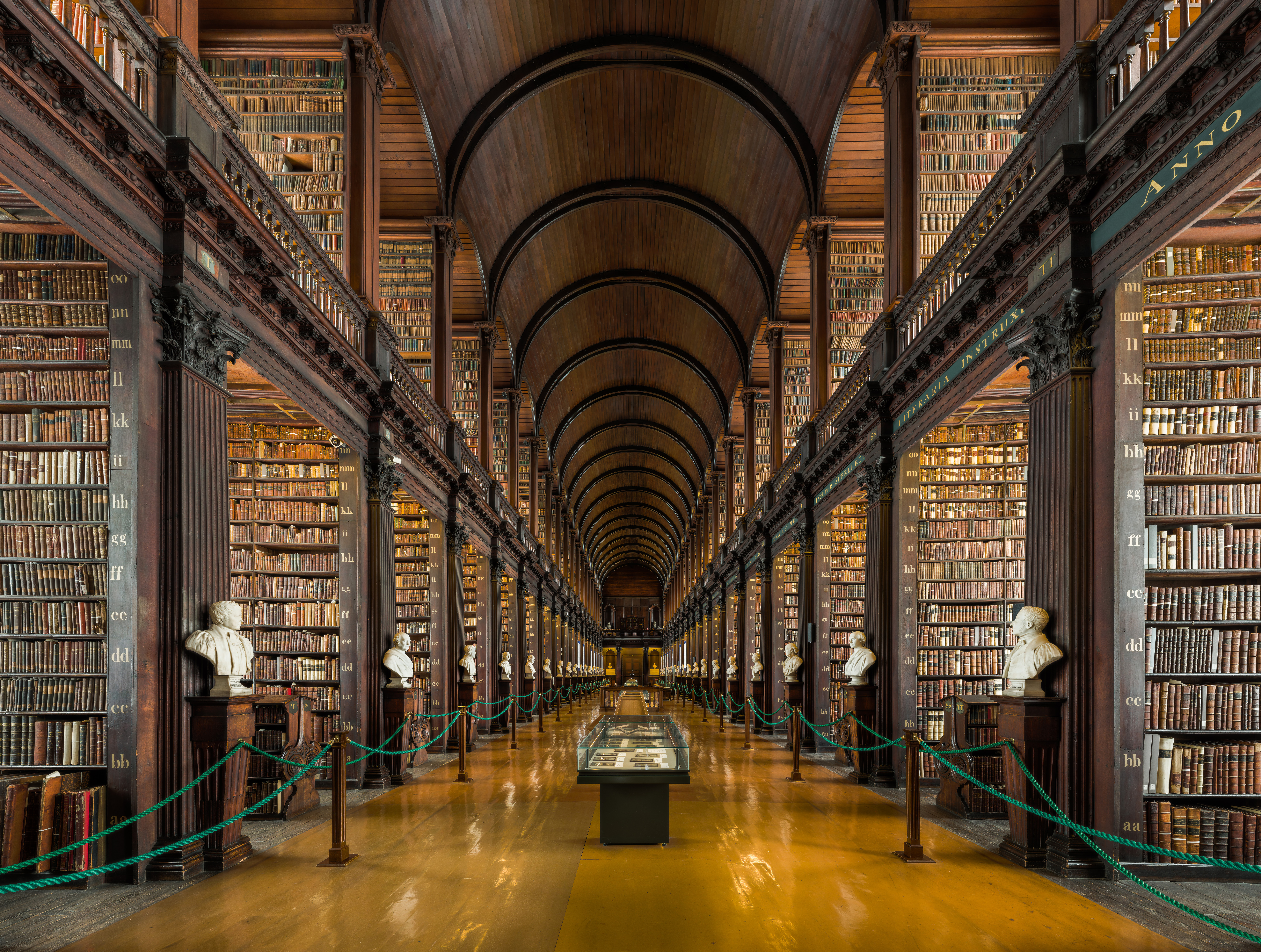
المكتبة القديمة في كلية الثالوث

تعتبر دبلن مركز التعليم الرئيسي في أيرلندا، إذ أن فيها ثلاث جامعات والعديد من مؤسسات التعليم الأخرى.
كما يوجد في دبلن 20 معهداً. ويشار هنا إلى أن دبلن كانت العاصمة الأوروبية للعلوم عام 2012.
تعتبر جامعة دبلن الجامعة الأقدم في أيرلندا، إذ تأسست في القرن السادس عشر، وتقع في قلب المدينة، وهذا وقد تأسست الكلية التأسيسية الوحيدة، كلية الثالوث (دبلن)، بموجب أمر ملكي أصدرته الملكة إليزابيث الأولى عام 1592. ويذكر أن الكنيسة الكاثوليكية قد حظرت على الطلاب من الروم الكاثوليك الالتحاق بالجامعة وذلك حتى عام 1970. ويصل عدد الطلاب الملتحقين بالجامعة حوالي 15000 طالب.
هناك فرع لجامعة أيرلندا الوطنية NUI في دبلن أيضاً في نفس موقع كلية لندن الجامعية، أكبر جامعات أيرلندا التي يزيد عدد طلابها عن 22000 طالب. يقع الحرم الجامعي لكلية لندن الجامعية على بعد 5 كيلو مترات إلى الشرق من وسط المدينة. كما يوجد فيها كلية دبلن الملكية للطب، والمعهد الأوروبي للشؤون الأوروبية.
تختص جامعة مدينة دبلن في الأعمال والهندسة والعلوم. وتضمن 10000 طالب وتقع على بعد 7 كيلومتر شمال المدينة.
يعتبر معهد دبلن للتكنولوجيا كلية تقنية حديثة وهي أكبر معهد غير جامعي في المدينة. يختص في المواضيع التقنية إضافة إلى العديد من المواضيع في الإنسانيات والفنون. لهذا المعهد فروع في العديد من المواقع في دبلن لكن هناك خطة لجمعها في حرم واحد في موقع جديد.
من المعاهد التعليمية الأخرى في دبلن:
- كلية بورتوبيلو
- كلية دبلن للأعمال (أكبر كلية خاصة، يبلغ عدد طلابها 9000 طالب)
- الكلية الوطنية للفنون والتصميم
- الكلية الأيرلندية الوطنية
- معهد الأبحاث الاقتصادية والاجتماعية
- المركز الأيرلندي العام للتدريب على الإدارة
- معهد الإدارة العامة
- كلية غريفيث
- كلية ترنتي

## السكان
تدار مدينة دبلن بواسطة «مجلس مدينة دبلن»، لكن منطقة مدينة لندن تتضمن المناطق الحضرية المتاخمة للمدينة والتي تتضمن مناطق الإدارة المحلية المجاورة وهي:
- ليوير
- راثداون
- فينجال
- جنوب دبلن

بلغ عدد سكان دبلن حسب تعداد عام 2002 حوالي 495.781 نسمة، بينما بلغ عدد سكان إقليم دبلن في نفس التعداد حوالي 1.122.821 نسمة، في الوقت الذي احتوت فيه منطقة دبلن العظمى على 1.565.446 نسمة.
يزيد سكان المدينة بسرعة، ويقدر بأن عدد سكانها سيصل إلى 2.1 مليون نسمة بحلول 2021، اليوم يعيش حوالي 40% من سكان جمهورية أيرلندا ضمن مساحة تبلغ 100 كم مربع.

### الخصائص السكانية
شهدت دبلن تاريخاً طويلاً من الهجرات التي استمرت إلى أوائل التسعينيات، لذا يشكل المهاجرون جزءاً هاماً من سكان المدينة.
تأتي الأعداد الأكبر من المواطنين الأجانب من الإتحاد الأوروبي، خصوصاً من المملكة المتحدة وبولندا وليثوانيا.
وهناك أيضاً أعداد كبيرة من المهاجرين من خارج أوروبا، خصوصاً من الصين ونيجيريا والبرازيل وأستراليا ونيوزلندا.
وتبلغ نسبة المواطنين الأجانب في أيرلندا حالياً 10%، وتعتبر دبلن مقر نسبة كبيرة من القادمين الجدد من أجزاء أخرى من البلاد، على سبيل المثال 60% من سكان أيرلندا يعيشون في دبلن.

## الاقتصاد والبنية التحتية
عام 2009، أدرجت دبلن كرابع أغنى مدينة في العالم حسب القوة الشرائية وأغنى عاشر مدينة في العالم من حيث دخل الفرد. حسب مسح Mercer لتكاليف المعيشة لعام 2011، احتلت دبلن المرتبة 13 في قائمة أغلى المدن في الاتحاد الأوروبي (وقد كانت في المرتبة العاشرة عام 2010) والمرتبة 58% في قائمة أغلى المدن العالمية للعيش (كانت في المرتبة 42 عام 2010).).

### النقل

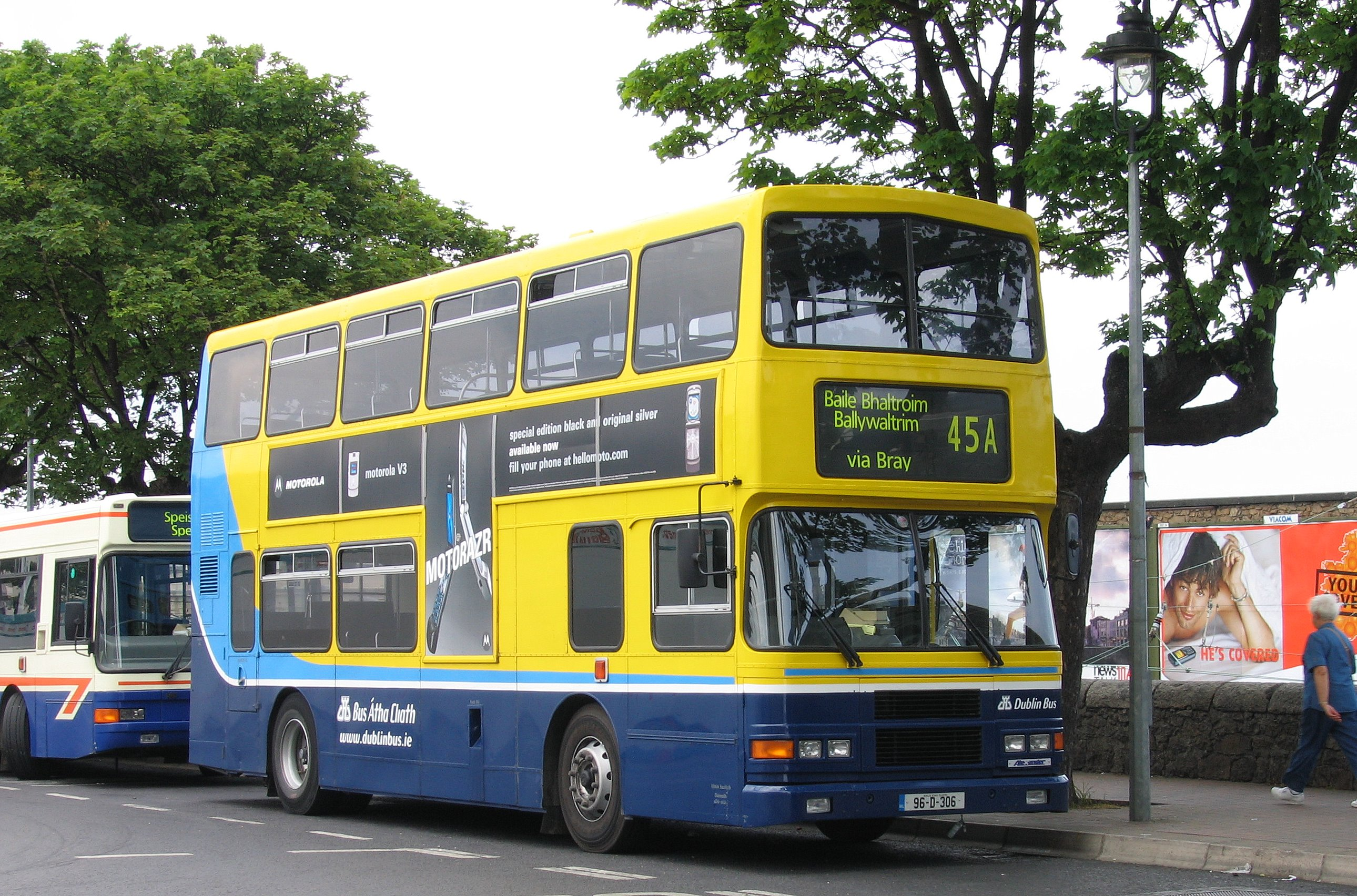
حافلة دبلن

تعتبر دبلن المحور الرئيسي لشبكة الطريق الريفي السريع M 50 (الطريق الأشد ازدحاماً في أيرلندا).
وسيلة النقل الأشهر هي «حافلة دبلن» وهي مخدومة بشبكةٍ شاملةٍ من الطرق تصل إلى 200 طريق تقريباً، تخدم كل مناطق المدينة وضواحيها، وقد تأسست شركة حافلة دبلن عام 1987؛ لكن ظهرت عدد من الشركات الصغيرة في السنوات الأخيرة المختصة بخدمات النقل. هام 2004، كان يعمل لدى شركة حافلة دبلن 3408 موظف وتشغّل 1067 حافلة، كانت تقوم بنصف مليون رحلة في كل يوم عمل.

## المدن التوأمة
تقيم دبلن علاقة توأمة مع أربعة مدن وهي:
| المدينة   | البلد            | منذ  |
| --------- | ---------------- | ---- |
| سان خوسيه | الولايات المتحدة | 1986 |
| ليفربول   | المملكة المتحدة  | 1986 |
| برشلونة   | إسبانيا          | 1998 |
| بكين      | الصين            | 2011 |

كما أقامت المدينة أيضاً «اتفاقات تعاون» مع عدد من المدن الأخرى،  وكانت في السابق قد اقترحت اتفاقات مع ريو دي جانيرو ومدينة غوادالاخارا المكسيكية.

## وصلات خارجية
1. http://www.dublincity.ie/Press/PressReleases/PressReleasesJanuary2009/Pages/2011UEFACupFinalcomestonewDublinstadium.aspx نسخة محفوظة 23 سبتمبر 2009 على موقع واي باك مشين.
2. http://www.rte.ie/news/2007/0402/dublin.html
3. http://www.rte.ie/news/2007/0726/census.html
4. http://www.citymayors.com/economics/usb-purchasing-power.html
5. http://www.finfacts.ie/costofliving.htm